# قرش كلبي عربي
قرش كلبي عربي أو جرجور أملس عربي (الاسم العلمي:  Mustelus mosis) هو نوع من أنواع أسماك القروش الكلبية التي تنتمي لفصيلة القروش الثلاثية. يتواجد هذا النوع من أسماك القروش هذه في المنحدرات القارية في المناطق الاستوائية الغربية للمحيط الهندي، كما يمتد تواجد هذه الأسماك من البحر الأحمر وشرق إفريقيا إلى جزر المالديف، والهند، وسريلانكا، بين خطي عرض جغرافي مقدارهما 30 درجة شمالاً و7 درجة شمالاً، حيث تنتشر على عمق يتراوح بين حوالي 20 و250 مترًا. يمكن أن يصل طول هذه الأسماك إلى حوالي 1.5 م.